# Towarzystwo Tanich Mieszkań dla robotników katolików w Krakowie
Towarzystwo Tanich Mieszkań dla robotników katolików w Krakowie – pierwsze krakowskie stowarzyszenie budowlane funkcjonujące od 28 maja 1897 do 21 maja 1937, powstałe z inicjatywy lekarza i społecznika, prof. dr Henryka Jordana. Oprócz H. Jordana w komitecie organizacyjnym znaleźli się krakowscy działacze charytatywni: były rektor UJ ks. dr Władysław Longin Chotkowski, dr K. Pieniążek, dyr. K. hr. Sсipio, dyr. Franciszek Slęk i W. Szpakowski. Statut z 5 czerwca 1897 został zarejestrowany w sądzie krajowym w Krakowie 9 lipca 1897. Siedziba Towarzystwa mieściła się przy ul. Jagiellońskiej 5. Towarzystwo zostało założone na wzór angielski w formie „spółki udziałowej z ograniczoną poręką”. Zebranie kapitału było możliwe dzięki dotacjom hrabiego Andrzeja Potockiego, który przekazał 20 tys. złr oraz wsparciu dyrektora Komunalnej Kasy Oszczędności Miasta Krakowa Franciszka Slęka, który wniósł 45 tys. złotych reńskich. Towarzystwo było nastawione zarówno na cele filantropijne, jak i na zysk z inwestycji. Jeden udział miał wartość 25 złr, a swoim członkom-udziałowcom Towarzystwo miało wypłacać dywidendę od 3–4% rocznie. Towarzystwo zakończyło działalność 21 maja 1937.

Celem Towarzystwa jest: dostarczanie katolickiej ludności robotniczej tanich i higienicznych pomieszkań. W tym celu może Towarzystwo budować, zakupywać, lub brać w dzierżawę domy w Krakowie i najbliższej okolicy, je członkom swym najmować, lub na własność odstępować.

Henryk Jordan uzasadniał potrzebę działalności Towarzystwa bardzo złą sytuacją mieszkaniową krakowskich robotników, którzy wraz z kilkuosobową rodziną, a nawet w dwie lub trzy rodziny, zamieszkiwali wspólnie jedno (często piwniczne) pomieszczenie. Uważał, że popierając ideę budowy mieszkań dla ubogich robotników w oddaleniu od ówczesnego centrum miasta, krakowianie mają szansę na okazanie dobroczynności, przyczyniać się do poprawy bezpieczeństwa sanitarnego i zdrowotnego ogółu mieszkańców, a także spadku przestępczości i przejawów niszczenia istniejącego porządku społecznego.
Założenie budowy mieszkań wyłącznie „dla robotników katolików” spotkało się z krytyką. Niektórych członków zarządu Towarzystwa oskarżano „o podwójną moralność i interesowne traktowanie religii”, na co odpowiadał Jordan:

Ograniczyliśmy nasze działanie do katolików, dlatego, bo doświadczenie codzienne poucza nas, że żydzi o wiele szybciej niż katolicy pojmują swój interes i lepiej umieją korzystać ze sposobności poprawienia sobie bytu; gdyby zatem istniało jedno towarzystwo bez względu na wyznanie i gdyby się temu towarzystwu udało urządzić zdrowe i tanie mieszkania, to w bardzo krótkim czasie wszystkie mieszkania zajęliby żydzi, zanimby się katolicy spostrzegli, że się ubiedz dali. Tak byłoby niewątpliwie przy znanej niezdarności i nieufności ubogich warstw katolickich a sprycie i szybkim orientowaniu się odpowiednich warstw żydowskich.

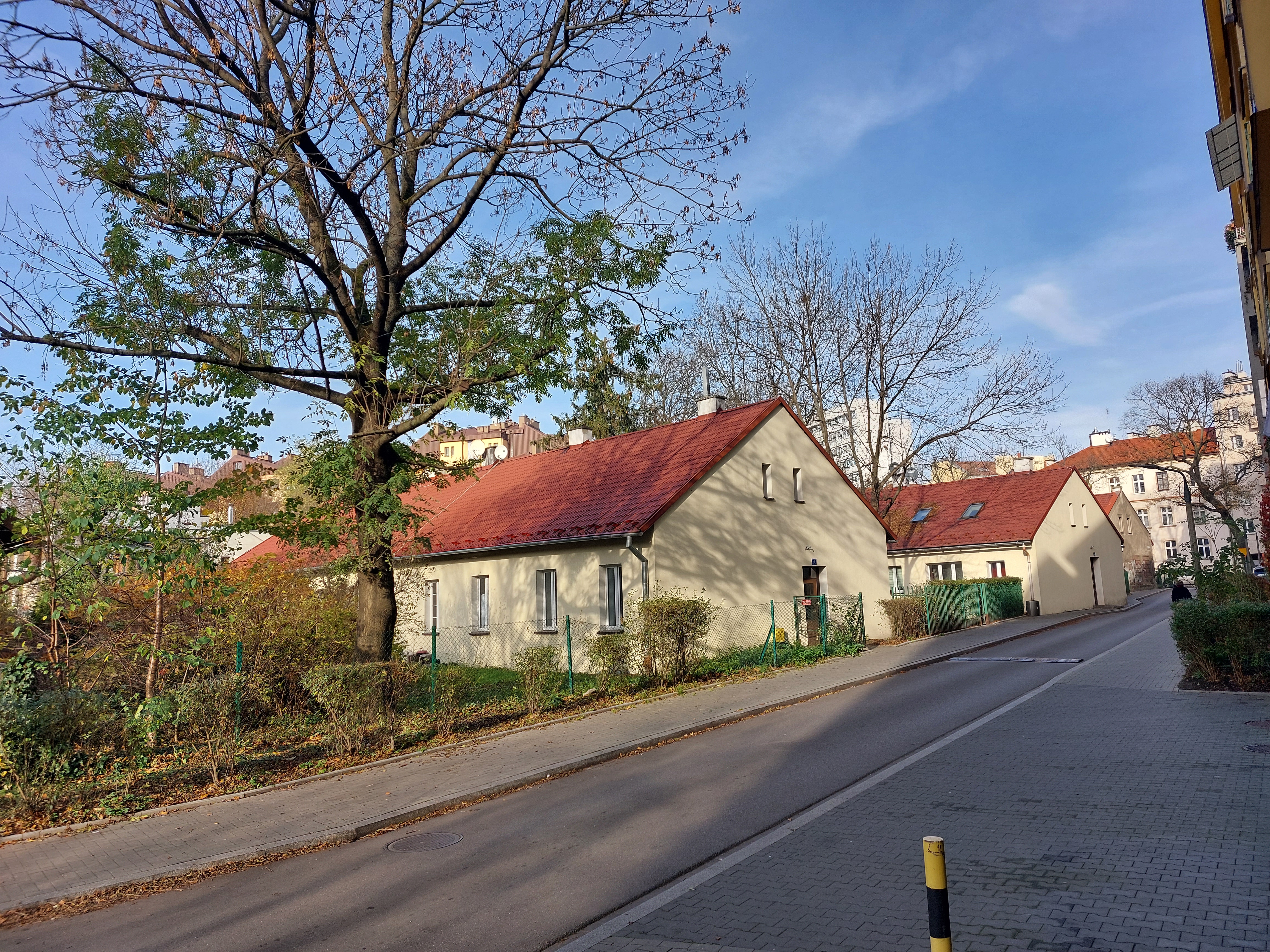
Dawne osiedle robotnicze „Modrzejówka”. Stan z 2022

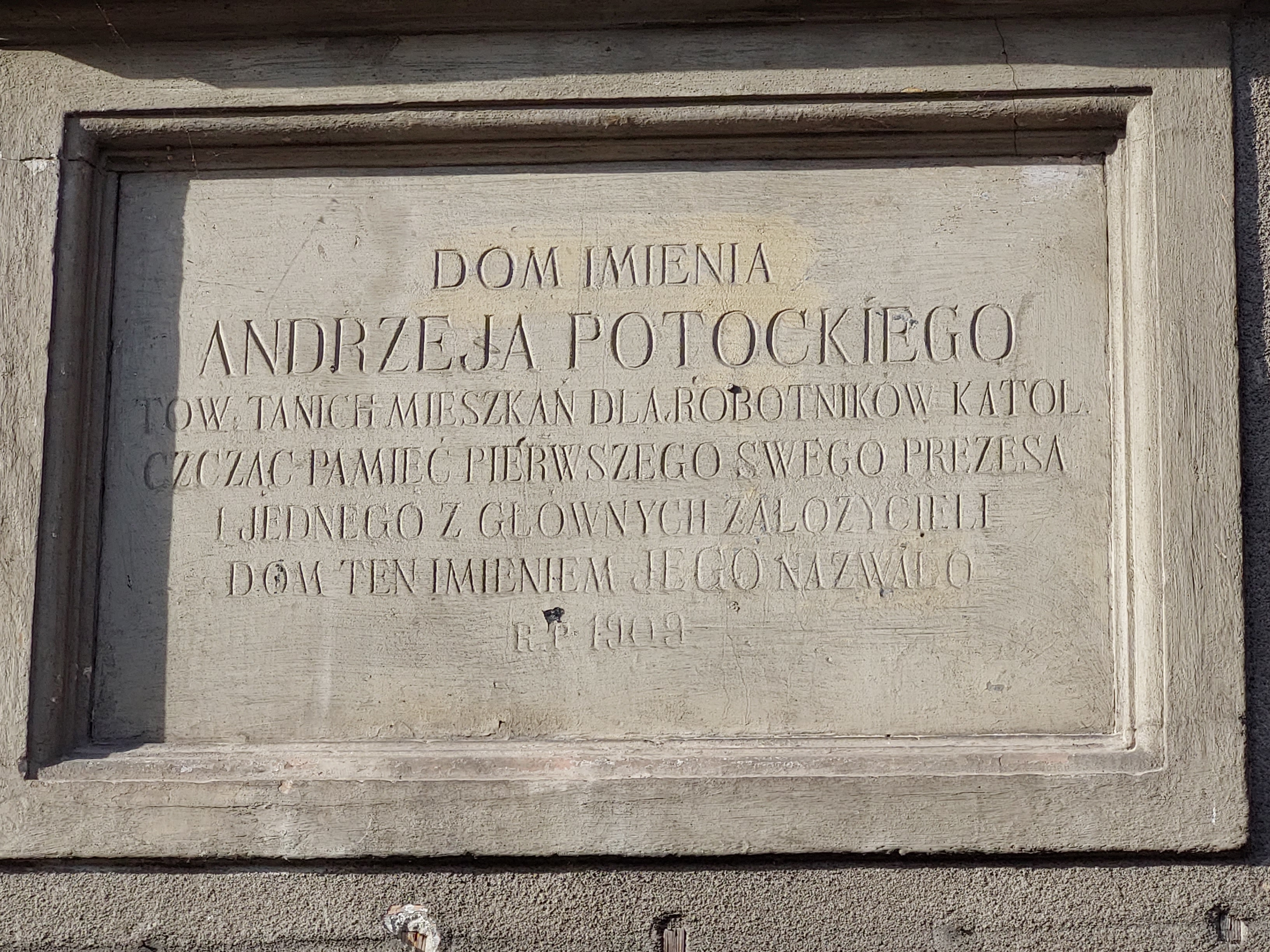
Tablica pamiątkowa na ścianie budynku dawnego osiedla robotniczego „Modrzejówka”. Stan z 2022

Mimo kontrowersji i problemów finansowych, Towarzystwu udało się zrealizować plan budowy mieszkań na obrzeżach ówczesnego Krakowa. W 1897 Towarzystwo kupiło od Heleny Modrzejewskiej na własność „Modrzejówkę, tj. realność położoną przed rogatką Krowoderską, obejmującą prawie 3 morgi przestrzeni i dom mieszkalny” i wzniesiono tam nowe osiedle robotnicze. Pod koniec XIX w. na terenie gminy Krowodrza istniało 187 domów, a w latach 1883–1897 wzniesiona została szkoła. Nowe osiedle tanich mieszkań zaprojektował krakowski architekt Karol Knaus. Budowa ruszyła na początku 1899, a 6 czerwca 1900 ówczesny biskup krakowski Jan Puzyna dokonał poświęcenia dwóch wybudowanych w pierwszej kolejności domów osiedla „Modrzejówka”. W każdym budynku zamieszkało osiem rodzin robotniczych. Każda z nich zajmowała dwuizbowe mieszkania o powierzchni 26 m². Mieszkańcy mieli udostępnione ogródki, wydzielone części strychu, a niektóre mieszkania także oddzielną piwnicę. 28 września 1903 oddano dwa kolejne budynki. W wybudowanej w 1884 przez Helenę Modrzejewską willi „Modrzejówka”, przyległym budynku gospodarczym i w dawnej oranżerii zamieszkało kolejne 10 rodzin.
Zamieszkanie w jednym z lokali osiedla „Modrzejówka” było możliwe pod warunkiem przystąpienia do Towarzystwa, złożenie pisemnej akceptacji statutu i regulaminu, a także wykupienie co najmniej jednego udziału (zwracanego w przypadku rezygnacji) i oczywiście regularne opłacanie czynszu.
W 1911 w mieszkaniach wybudowanych przez Towarzystwo na osiedlu „Modrzejówka” mieszkało 100 rodzin robotniczych (w sumie 525 osób). Oprócz budowy kolonii domków w ramach tego osiedla do statutowych zadań Towarzystwa należała działalność edukacyjna i społeczna. W ich ramach na terenie osiedla powstało kilka stowarzyszeń: Katolickie Stowarzyszenie Kobiet, Katolickie Stowarzyszenie Mężów, Katolickie Stowarzyszenie Młodzieży Żeńskiej (od 1934) i Katolickie Stowarzyszenie Młodzieży Męskiej. Na osiedlu działała ochronka dla 100 dzieci, czytelnia i wypożyczalnia książek zorganizowane przez Towarzystwo Oświaty Ludowej, a także szwalnia. Planowano uruchomienie sklepu spożywczego dla mieszkańców. 1909 powstał tam także jeden z pierwszych w Krakowie klubów sportowych – Towarzystwo Sportowe Krowodrza-Modrzejówka, w latach 1916–1921 działało także kółko dramatyczne, a w 1927 także teatr robotniczy.
Sprawozdanie Towarzystwa z 1912 wskazywało, że od 1906 do końca 1911 Towarzystwo wybudowało w Krakowie 24 wille, w Podgórzu (które było wówczas odrębnym miastem), 4 jednopiętrowe domy oraz dwa domy parterowe, na Dębnikach 4 domy jednopiętrowe i jedną willę, a na Prądniku Czerwonym jedną willę jednopiętrową. W 1905 Towarzystwo liczyło 211 członków, a w 1911 337 członków.
Z przyczyn formalno-prawnych Towarzystwo straciło możliwość funkcjonowania i zostało rozwiązane 21 maja 1937, a cały jego majątek został przekazany krakowskiemu Arcybractwu Miłosierdzia i Banku Pobożnego.